# ミヒャエル・シェーア
ミヒャエル・シェーア（Michael Schär、1986年9月29日 - ）は、スイス、ゲウーエンセ出身の自転車競技（ロードレース）選手。

## 来歴
2006年
- ロンド・ファン・フラーンデレンU23 10位

2007年、アスタナに加入。
- 世界選手権タイムトライアル スイス代表

2008年
- E3・ハレルベーク 11位

2010年、BMC・レーシングチームに移籍。
2013年
- ツアー・オブ・カタール 区間優勝
  - 総合7位
- スイス選手権ロードレース 優勝
- ツアー・オブ・ユタ 総合7位